# 3-тя група ССО армії США
3-тя група сил спеціальних операцій армії США (англ. 3rd Special Forces Group (United States)) — військове формування, група сил спеціальних операцій армії США, призначена для виконання завдань спеціальних та загальновійськових операцій, ведення партизанської війни.

## Призначення
На 3-тю групу сил спеціальних операцій сухопутних військ покладаються 6 основних завдань:
- ведення нетрадиційних бойових дій,
- забезпечення і підготовка військових формувань дружних іноземних держав,
- спеціальна розвідка,
- прямі бойові дії,
- врятування заручників та
- контртерористична діяльність.

Також група бере участь у проведенні пошуково-рятувальних та бойових пошуково-рятувальних, гуманітарних й миротворчих операціях.
Основним пунктом постійної дислокації 3-ї групи ССО є Форт Брегг, Камберленд, штат Північна Кароліна.
3-тя група ССО перебуває у підпорядкуванні Командування військ ССО армії (Командування ССО армії) через структурний елемент Об'єднаного Командування збройних сил США на Африканському континенті, який відповідає за підготовку та застосування компоненту сил спеціальних операцій у цьому регіоні — Командуванню ССО США «Африка» (англ. SOCAFRICA). Зоною відповідальності 3-ї групи є повна зона відповідальності Африканського Командування США.
Водночас, у відповідності до розподілу, визначеному Командуванням ССО до оперативної зони 3-ї групи з 2009 року також відноситься Центральна Азія, країни Карибського басейну та Великий Близький Схід.

## Відео
- 3rd Special Forces Group (Airborne) Combatives Program [Архівовано 8 лютого 2015 у Wayback Machine.]
- 3rd Special Forces Group [Архівовано 7 березня 2016 у Wayback Machine.]